# 사장님을 잠금해제
《사장님을 잠금해제》는 2022년 12월 7일부터 2023년 1월 12일까지 방송된 ENA 수목 드라마다.

## 기획의도
스마트폰에 갇혀버린 사장과 그 스마트폰을 주운 뒤 진실을 파헤치게 되는 남자의 이야기

## 제작진

### 제작사
- STUDIO N
- 하이지음스튜디오

### 연출
- 이철하 : ( CF 《팬텍 앤 큐리텔》, CF 《초코파이》, 뮤직비디오 《GOD - 거짓말》, 영화 《시월애》(조연출), 뮤직비디오 《양동근 - 흔들어》, 영화 《The Man Of Light》(촬영), 뮤직비디오 《Fly To The Sky - Sea Of Love》, 뮤직비디오 《강타 - 사랑은 기억보다》, 뮤직비디오 《SES - Just A Feeling》, 뮤직비디오 《S - I Swear》, 영화 《Gun & Christianity》(촬영), 뮤직비디오 《동반신기 - Hug》, 뮤직비디오 《신화 - 열병》, 뮤직비디오 《K2 - 사랑을 드려요》, 뮤직비디오 《BoA - My Sweety》, ENA STORY 8부작 미니시리즈 《피아니시모》(공동연출), 영화 《사랑따윈 필요없어》(각본&감독), 영화 《스토리 오브 와인》(각본&감독&콘티&스토리보드), 영화 《폐가》(감독), 영화 《마천루》(제작지원&자문), 영화 《안녕?! 오케스트라》(감독), 영화 《테이크 아웃》(기획&제작), 영화 《날, 보러와요》(감독), 영화 《오케이! 마담》(감독)

### 극본
- 김형민 : ( 넷플릭스 오리지널 드라마 《스위트홈》(공동집필) 등 집필 )

## 등장인물

### 주요 인물
- 채종협 : 박인성 역 - "여긴 무대고, 난 사장이야. 레디... 액션!"

언젠가 당신이 도덕책 64페이지에서 배운 적 있는 성선설 같은 청년. 한때 배우 지망생이었으나, 아버지의 지지가 CG로 바뀔 때쯤 꿈을 접었다. 힘겨운 취준생 생활을 이어가던 어느 날, 동네 뒷산에서 스마트폰을 주운 인성은 하루아침에 사장이 된다. (아역:김지우 김라온)
- 서은수 : 정세연 역 - "내 삶도 벅차서, 남의 삶에 관심 없어요."

AI보다 더 AI 같은 비서. 엄마의 병간호로 지친 세연에게 남은 건, 무표정과 무감각이다. 김선주 사장을 늘 옆에서 지켜봐 온 세연은 인성에게 가장 든든한 아군인 동시에 가장 치명적인 적이 될 수 있다.
- 박성웅 : 김선주 역 - "데이터와 확률, 반박할 수 없는 논리로 날 설득하세요."

인성 빼고 다 갖춘 실버라이닝 사장. 최신 AI '바로 4.0' 완성을 앞두고 습격을 받는데, 눈을 떠보니 스마트폰 안이었다. 아빠와 사장으로 돌아가고 싶은 선주에게 언젠가 도덕책에서 배웠던 인성이, 그리고 박인성 사장이 꼭 필요하다.

### 주변 인물
- 이상희 : 오미란 역 - "김선주, 너무 믿지 마세요."

국내 시가총액 1위 범영그룹, 오미란 전무. 창업주인 아버지가 쓰러지자 실질적인 회장 직무를 수행하고 있다. 후계자 자리를 두고 작은아버지인 오영근 부회장과 대립하던 중, 유학 시절 절친이었던 김선주가 사라지면서 그녀의 계획에도 차질이 생겼다.
- 김성오 : 마피 역 - "난 사람 안 믿어, 돈을 믿지."

청소년 국가대표를 지낸 복싱 유망주. 하지만 지금은 폭행 및 협박, 전과 3범의 사채업자. 세연에게 빚 독촉을 하려고 찾아왔다가 '인성'이라는 호구를 물게 된다.
- 정동환 : 오영근 역 - "자네, 범영그룹이 어떻게 시작했는지 아나?"

대한민국 자수성가의 아이콘, 오영근 부회장. 형님과 함께 지금의 '범영 신화'를 써낸 산증인이다. 후계자 자리를 두고 조카인 오미란 전무와 대립하던 중, 김선주 사장이 사라지면서 후계자 싸움에 우위를 점하게 된다.
- 김병춘 : 곽삼수 역 - "전무님, 나이스 샷!"

실버라이닝 인사과 상무. 강자에게 약하고, 약자에게 강한 전형적인 인물.
- 기소유 : 김민아 역 - "놀아주는 건, 삼촌이 처음이거든요."

선주의 하나뿐인 딸. 아빠는 VR 기술로 동화속 주인공이 될 수 있게 해주지만, 민아는 여전히 아빠가 직접 읽어주는 동화책이 더 좋다.
- 허지나 : 정지혜 역 - "군고구마에~ 모닥불에~ 낭만적이야."

선주네 입주형 가사도우미, 민아의 유치원 등•하원 및 살림을 도맡고 있다. 혼자 있을 때 항상 누군가와 비밀스러운 통화를 한다.
- 윤병희 : 정현호 역
- 최진호 : 심승보 역
- 안내상 : 박재춘 역
- 김영선 : 박인성의 엄마 역
- 임현성 : 하종백 역
- 한지상 : 최성준 역
- 방주환 : 노위제 역
- 진모
- 조재윤

### 그 외 인물
- 차희 : 고영실 역
- 미상 : 집 주인 역
- 조성희 : 마녀 역
- 김대우
- 변준서 : 남 팀장 역 - 수상한 차량의 주인
- 미상 : 경찰 역
- 미상 : 박인성에게 총을 겨눈 사람 역

### 특별출연
- 장항준

## 시청률
최저 시청률과 최고 시청률은 시청률 조사회사와 지역별로 시청률에 차이가 있을 수 있습니다.
| 2022년 | 2022년    | 2022년         | 2022년       | 2022년 |
| 회차   | 방송일    | AGB 시청률     | AGB 시청률   |        |
| 회차   | 방송일    | 대한민국(전국) | 서울(수도권) |        |
| ------ | --------- | -------------- | ------------ | ------ |
| 제1회  | 12월 7일  | 1.096%         | 1.523%       |        |
| 제2회  | 12월 8일  | 0.858%         | -            |        |
| 제3회  | 12월 14일 | 1.139%         | 1.383%       |        |
| 제4회  | 12월 15일 | 1.198%         | 1.211%       |        |
| 제5회  | 12월 21일 | 1.078%         | -            |        |
| 제6회  | 12월 22일 | 1.215%         | -            |        |
| 제7회  | 12월 28일 | 0.981%         | -            |        |
| 제8회  | 12월 29일 | 1.298%         | 1.451%       |        |
| 2023년 |           |                |              |        |
| 제9회  | 1월 4일   | 1.136%         | 1.289%       |        |
| 제10회 | 1월 5일   | 1.397%         | 1.352%       |        |
| 제11회 | 1월 11일  | 1.416%         | 1.503%       |        |
| 제12회 | 1월 12일  | 1.450%         | 1.552%       |        |

## 참고 사항
- 박성웅과 김성오는 KBS 2TV 수목드라마 《영광의 재인》 이후로 12개월만에 재회하여 캐스팅 되었다.
- 김성오와 김병춘은 영화 《감자 심포니》 이후로 14개월만에 재회하여 캐스팅 되었다.